# Salto da Divisa (kommun i Brasilien)
Salto da Divisa är en kommun i Brasilien.   Den ligger i delstaten Minas Gerais, i den östra delen av landet, 800 km öster om huvudstaden Brasília. Antalet invånare är 6 862.
Omgivningarna runt Salto da Divisa är huvudsakligen savann. Runt Salto da Divisa är det mycket glesbefolkat, med 6 invånare per kvadratkilometer.